# ميخائيل هاردينغ
ميخائيل هاردينغ (بالإنجليزية: Michael Harding)‏ هو كاتب أيرلندي، ولد في 1953.